# Phares d'Ipswich
Les phares d'Ipswich (en anglais : Ipswich Range Lights) sont une paire de feu directionnel inactif située au port d'Ipswich dans le comté d'Essex (État du Massachusetts).

## Histoire
Les deux feux sont situés sur Crane Beach (en), une zone préservée et gérée par le Crane Wildlife Refuge (en).
Ils ont une histoire longue et variée. Ils ont d'abord été construits en deux tours en briques, séparées de 165 m sur une ligne est-ouest en 1838. Le mouvement des sables a entraîné le déplacement des tours et, en 1881, la tour arrière était gravement fissuré. Il a été remplacé par une tour en fonte et, en 1867, le feu avant avait été remplacé par une structure en bois amovible pouvant être déplacée en même temps que le chenal. La tour arrière en fonte de 1881 a été chargée sur une péniche et expédiée à Edgartown, dans le Massachusetts, où elle a remplacé le phare d'Edgartown Harbor, détruit lors de l' ouragan de 1938
Le feu avant a été arrêté en 1932 et le feu arrière a été remplacé en 1938 par une tour à claire-voie qui est toujours en service aujourd'hui.

## Description
Le phare arrière actuel  est un mât à claire-voie métallique avec une balise moderne de 6 m de haut, portant un marquage de jour en losange à damier rouge et blanc. Son feu à occultations émet, à une hauteur focale de 9 m, un long éclat blanc de 3 secondes par période de 4 secondes. Sa portée est de 5 milles nautiques (environ 9 km).

## Caractéristiques dufeu maritimearrière
Fréquence : 4 secondes (W)
- Lumière : 3 secondes
- Obscurité : 1 seconde

Identifiant : ARLHS : USA-1113 ; USCG : 1-9315 - Amirauté : J0266 .

### Lien connexe
- Liste des phares du Massachusetts